# Voronwë

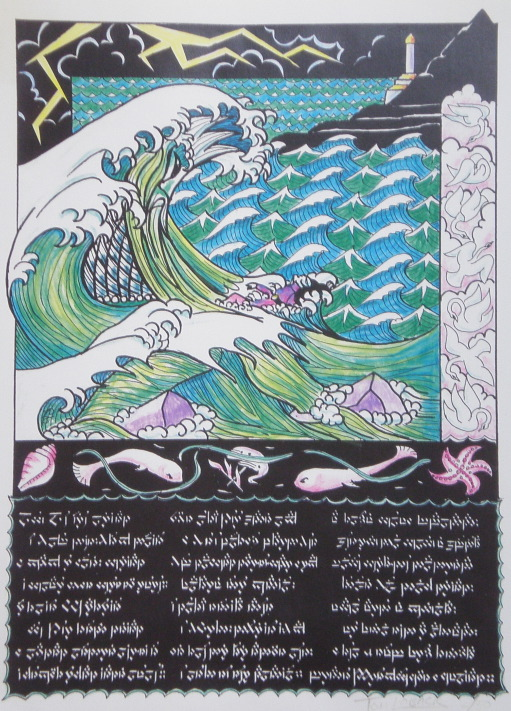
Ulmo a Voronwë (ilustrace od Toma Lobacka)

Voronwë ([vɔˈrɔnwɛ]) je fiktivní postava vytvořená J. R. R. Tolkienem, která žije ve fiktivním světě Středozem.
Voronwë se objevuje v Tolkienově Silmarillionu jako Noldorský v Elf z Gondolinu. Původně se jmenoval Quenya, což znamenalo 'vytrvalý' (sindarská forma je Bronwë; gnómská forma je Bronweg, pozn. Noldor byli  raných Tolkienových textech nazýváni Gnómové). Jméno Voronwë se také objevuje u dalších postav, jako je například Mardil Voronwë.
Narodil se ve  Středozemi (konkrétně v Nevrastu) namísto ve Valinoru, a tak byl Voronwë ve srovnání s Elfy relativně mladý. Jeho tocem byl Aranwë, Nold, ale jeho matka pocházela ze skupiny sindarinských Elfů z Falas a byla příbuzná s Círdanem. Voronwë se sám nazýval „z rodu Fingolfin“, což v jeho případě značí spíše příznivce daného rodu než pokrevní příbuznost, ačkoli někteří fanoušci se vyjadřovali, že jde o původ od Irimë, Fingolfinovy sestry.
Voronwë byl mezi Gondolindrimy, které Turgon po Bitvě nespočetných slz poslal do zátoky Balar. Jejich úkolem bylo hledat pomoc u Círdana během stavby lodí, aby dokázali dorazit k Valinoru s znovu předat elfí modlitbu o pomoc u Pánů Valar. Po cestě nicméně Voronwë meškal, když se zatoulal pod vlivem kouzla Nan-tathren, a tak přišel jako poslední z Círdanových poslů, kdy už šest ze sedmi lodí, budovaných dle Turgonových pokynů, odplulo na západ.
Byl kapitánem té poslední a největší – lodi, která po sedm let brázdila moře Belegaer při hledání cesty na Západ v „nenávisti, samotě a šílenství“. I tak Osud Valar pracoval proti nim a Západ se uzavřel. V zoufalství se začali vracet, nicméně když už byli na dohled od Středozemě, loď zastihla silná bouře a potopila se.
Voronwë ale přežil jako jediný z těch, které vyslali Turgon a Círdan. Zachránil jej Ulmo a nechal jej na pobřeží u Vinyamaru, kde se narodil. Tam jej přivítal Tuor z rodu Hadorova, jenž mu předal Ulmův příkaz dovést Tuora do Gondolinu. Voronwë nerad poslechl, jelikož si pamatoval proroctví stařešinů. Po více než jeden měsíc se ubírali směrem na východ podél jižních svahů Ered Wethrin ke vstupu do tajného města Gondolinu, navzdory Valar a zlobě Černého nepřítele, protože byli pod ochranou Ulma. Po cestě potkali u zřícenin Eithel Ivrin Tuorova bratrance Túrina Turambara, ale nepoznali ho. Voronwë byl přijat v Gondolinu jako bývalý obyvatel; Tuora nejdříve drželi jako zajatce, ale později jej propustili a dokázal Ulmovo varování předat Turgonovi.
V původním díle se pak již Voronwë nevyskytuje s výjimkou sdělení, které naznačuje, že přežil Pád Gondolinu. Jiné zdroje naznačují, že s Tuorem a Idril odplul na Západ.